# Herb Pomeroy
Herb Pomeroy (15. dubna 1930 Gloucester, Massachusetts – 11. srpna 2007 tamtéž) byl americký jazzový trumpetista. Studoval na Harvardově univerzitě a Berklee College of Music. Na trubku začal hrát poté, co viděl Louise Armstronga. Během své kariéry spolupracoval s řadou hudebníků, mezi které patří Tony Bennett, Stan Kenton, Max Roach, Charlie Parker nebo Frank Sinatra. Zemřel na rakovinu ve svých sedmasedmdesáti letech.